# The Saturday Men
Pour les articles homonymes, voir Saturday.
Pour plus de détails, voir Fiche technique et Distribution.
The Saturday Men est un film documentaire britannique de John Fletcher sorti en 1962. 

## Synopsis
Suivi pendant une semaine des joueurs du club anglais de football de West Bromwich Albion FC.

## Fiche technique
- Titre : The Saturday Men
- Réalisation : John Fletcher
- Scénario : Denis Mitchell
- Musique : James Harpham
- Photographie : Brian Probyn
- Montage : Nick Hale, Camera and Electrical et Chris Menges
- Production : Leon Clore et John Fletcher
- Société de production : Ford Motor Company et Graphic Films
- Pays :  Royaume-Uni
- Genre : Documentaire
- Durée : 29 minutes
- Dates de sortie : 
  -  Royaume-Uni : 1962